# Wyścig Solidarności i Olimpijczyków 2023
Wyścig Solidarności i Olimpijczyków 2023 – 34. edycja wyścigu kolarskiego Wyścig Solidarności i Olimpijczyków, która odbyła się w dniach od 28 czerwca do 1 lipca 2023 na liczącej niespełna 729 kilometrów trasie składającej się z 5 etapów i biegnącej z Łodzi do Stalowej Woli. Impreza kategorii 2.2 była częścią UCI Europe Tour 2023.

## Etapy
| Etap | Data   | Start – Meta                           | type        | Dystans (km) | Zwycięzca etapu           | Lider         |
| ---- | ------ | -------------------------------------- | ----------- | ------------ | ------------------------- | ------------- |
| 1    | 28 cze | Łódź – Skierniewice                    | płaski      | 83           | Siim Kiskonen             | Siim Kiskonen |
| 2    | 28 cze | Zgierz – Kutno                         | płaski      | 85,5         | Daan van Sintmaartensdijk | Siim Kiskonen |
| 3    | 29 cze | Koluszki – Sieradz                     | płaski      | 166,7        | Tomáš Jakoubek            | Siim Kiskonen |
| 4    | 30 cze | Pabianice – Kielce                     | pagórkowaty | 218,6        | Coen Vermeltfoort         | Siim Kiskonen |
| 5    | 1 lip  | Ostrowiec Świętokrzyski – Stalowa Wola | płaski      | 175,2        | Marceli Bogusławski       | Siim Kiskonen |

## Drużyny
| Continental teams (13)- Alpecin-Fenix Development Team - Allinq Continental Cycling Team - ATT Investments - 2023 Epronex-Hungary Cycling - HRE Mazowsze Serce Polski - Maloja Pushbikers - Metec-Solarwatt p/b Mantel - Santic-Wibatech - Tartu2024 Cycling Team - 2023 Team Storck-Metropol Cy - Team Novo Nordisk Development - Volkerwessels Cycling Team - 2023 Voster ATS Reprezentacja- Polska translation for headoftableIII_translate index 43 not found- CO:PLAY-Giant Store Amatorski zespół kolarski- Lubelskie Perła Polski Regionalne i klubowe drużyny (11)- Berthold RadTeam - KED-Stevens Radteam Berlin - OWC & AWV de Zwaluwen - Svealand Cycling Team - UWTC De Volharding - WPGA Amsterdam Racing Academy - TC Chrobry Scott Głogów - LUKS Trójka Piaseczno - Pogoń Mostostal Puławy - TTS.coach / Spica Solutions - Bialini Gomola CCN |
| |

## Wyniki etapów

### Etap 1
| Łódź - Skierniewice | płaski | (83 km) |

| \| Klasyfikacja etapu \| Klasyfikacja etapu \| Klasyfikacja etapu \| Klasyfikacja etapu \| Klasyfikacja etapu \| \| Kolarz \| Kolarz \| Państwo \| Drużyna \| Czas \| \| ------------------ \| ------------------ \| ------------------ \| ------------------------------- \| ------------------ \| \| 1. \| Siim Kiskonen \| Estonia \| Tartu2024 Cycling Team \| 1h 40' 58" \| \| 2. \| Sam Gademan \| Holandia \| Allinq Continental Cycling Team \| + 21" \| \| 3. \| Mihkel Räim \| Estonia \| ATT Investments \| + 21" \| |               |          |                                 |            |
| |               |          |                                 |            |
| |               |          |                                 |            |
| Klasyfikacja etapu |               |          |                                 |            |
| Kolarz | Kolarz        | Państwo  | Drużyna                         | Czas       |
| 1. | Siim Kiskonen | Estonia  | Tartu2024 Cycling Team          | 1h 40' 58" |
| 2. | Sam Gademan   | Holandia | Allinq Continental Cycling Team | + 21"      |
| 3. | Mihkel Räim   | Estonia  | ATT Investments                 | + 21"      |

| \| Klasyfikacja generalna \| Klasyfikacja generalna \| Klasyfikacja generalna \| Klasyfikacja generalna \| Klasyfikacja generalna \| \| Kolarz \| Kolarz \| Państwo \| Drużyna \| Czas \| \| ---------------------- \| ---------------------- \| ---------------------- \| ------------------------------- \| ---------------------- \| \| 1. \| Siim Kiskonen \| Estonia \| Tartu2024 Cycling Team \| 1h 40' 52" \| \| 2. \| Sam Gademan \| Holandia \| Allinq Continental Cycling Team \| + 23" \| \| 3. \| Max Kroonen \| Holandia \| VolkerWessels Cycling Team \| + 24" \| |               |          |                                 |            |
| |               |          |                                 |            |
| |               |          |                                 |            |
| Klasyfikacja generalna |               |          |                                 |            |
| Kolarz | Kolarz        | Państwo  | Drużyna                         | Czas       |
| 1. | Siim Kiskonen | Estonia  | Tartu2024 Cycling Team          | 1h 40' 52" |
| 2. | Sam Gademan   | Holandia | Allinq Continental Cycling Team | + 23"      |
| 3. | Max Kroonen   | Holandia | VolkerWessels Cycling Team      | + 24"      |

### Etap 2
| Zgierz - Kutno | płaski | (85,5 km) |

| \| Klasyfikacja etapu \| Klasyfikacja etapu \| Klasyfikacja etapu \| Klasyfikacja etapu \| Klasyfikacja etapu \| \| Kolarz \| Kolarz \| Państwo \| Drużyna \| Czas \| \| ------------------ \| ------------------------- \| ------------------ \| -------------------------- \| ------------------ \| \| 1. \| Daan van Sintmaartensdijk \| Holandia \| VolkerWessels Cycling Team \| 1h 48' 40" \| \| 2. \| Patryk Stosz \| Polska \| Voster ATS Team \| + 0" \| \| 3. \| Filippo Fortin \| Włochy \| Maloja Pushbikers \| + 0" \| |                           |          |                            |            |
| |                           |          |                            |            |
| |                           |          |                            |            |
| Klasyfikacja etapu |                           |          |                            |            |
| Kolarz | Kolarz                    | Państwo  | Drużyna                    | Czas       |
| 1. | Daan van Sintmaartensdijk | Holandia | VolkerWessels Cycling Team | 1h 48' 40" |
| 2. | Patryk Stosz              | Polska   | Voster ATS Team            | + 0"       |
| 3. | Filippo Fortin            | Włochy   | Maloja Pushbikers          | + 0"       |

| \| Klasyfikacja generalna \| Klasyfikacja generalna \| Klasyfikacja generalna \| Klasyfikacja generalna \| Klasyfikacja generalna \| \| Kolarz \| Kolarz \| Państwo \| Drużyna \| Czas \| \| ---------------------- \| ---------------------- \| ---------------------- \| ------------------------------- \| ---------------------- \| \| 1. \| Siim Kiskonen \| Estonia \| Tartu2024 Cycling Team \| 3h 29' 32" \| \| 2. \| Max Kroonen \| Holandia \| VolkerWessels Cycling Team \| + 22" \| \| 3. \| Sam Gademan \| Holandia \| Allinq Continental Cycling Team \| + 23" \| |               |          |                                 |            |
| |               |          |                                 |            |
| |               |          |                                 |            |
| Klasyfikacja generalna |               |          |                                 |            |
| Kolarz | Kolarz        | Państwo  | Drużyna                         | Czas       |
| 1. | Siim Kiskonen | Estonia  | Tartu2024 Cycling Team          | 3h 29' 32" |
| 2. | Max Kroonen   | Holandia | VolkerWessels Cycling Team      | + 22"      |
| 3. | Sam Gademan   | Holandia | Allinq Continental Cycling Team | + 23"      |

### Etap 3
| Koluszki - Sieradz | płaski | (166,7 km) |

| \| Klasyfikacja etapu \| Klasyfikacja etapu \| Klasyfikacja etapu \| Klasyfikacja etapu \| Klasyfikacja etapu \| \| Kolarz \| Kolarz \| Państwo \| Drużyna \| Czas \| \| ------------------ \| -------------------- \| ------------------ \| ----------------------------- \| ------------------ \| \| 1. \| Tomáš Jakoubek \| Czechy \| ATT Investments \| 3h 45' 31" \| \| 2. \| Hidde van Veenendaal \| Holandia \| Metec-Solarwatt p/b Mantel \| + 0" \| \| 3. \| Bas van Belle \| Holandia \| WPGA Amsterdam Racing Academy \| + 3" \| |                      |          |                               |            |
| |                      |          |                               |            |
| |                      |          |                               |            |
| Klasyfikacja etapu |                      |          |                               |            |
| Kolarz | Kolarz               | Państwo  | Drużyna                       | Czas       |
| 1. | Tomáš Jakoubek       | Czechy   | ATT Investments               | 3h 45' 31" |
| 2. | Hidde van Veenendaal | Holandia | Metec-Solarwatt p/b Mantel    | + 0"       |
| 3. | Bas van Belle        | Holandia | WPGA Amsterdam Racing Academy | + 3"       |

| \| Klasyfikacja generalna \| Klasyfikacja generalna \| Klasyfikacja generalna \| Klasyfikacja generalna \| Klasyfikacja generalna \| \| Kolarz \| Kolarz \| Państwo \| Drużyna \| Czas \| \| ---------------------- \| ---------------------- \| ---------------------- \| ------------------------------- \| ---------------------- \| \| 1. \| Siim Kiskonen \| Estonia \| Tartu2024 Cycling Team \| 6h 05' 13" \| \| 2. \| Sam Gademan \| Holandia \| Allinq Continental Cycling Team \| + 20" \| \| 3. \| Max Kroonen \| Holandia \| VolkerWessels Cycling Team \| + 22" \| |               |          |                                 |            |
| |               |          |                                 |            |
| |               |          |                                 |            |
| Klasyfikacja generalna |               |          |                                 |            |
| Kolarz | Kolarz        | Państwo  | Drużyna                         | Czas       |
| 1. | Siim Kiskonen | Estonia  | Tartu2024 Cycling Team          | 6h 05' 13" |
| 2. | Sam Gademan   | Holandia | Allinq Continental Cycling Team | + 20"      |
| 3. | Max Kroonen   | Holandia | VolkerWessels Cycling Team      | + 22"      |

### Etap 4
| Pabianice - Kielce | pagórkowaty | (218,6 km) |

| \| Klasyfikacja etapu \| Klasyfikacja etapu \| Klasyfikacja etapu \| Klasyfikacja etapu \| Klasyfikacja etapu \| \| Kolarz \| Kolarz \| Państwo \| Drużyna \| Czas \| \| ------------------ \| ------------------------- \| ------------------ \| -------------------------- \| ------------------ \| \| 1. \| Coen Vermeltfoort \| Holandia \| VolkerWessels Cycling Team \| 4h 42' 39" \| \| 2. \| Patryk Stosz \| Polska \| Voster ATS Team \| + 0" \| \| 3. \| Daan van Sintmaartensdijk \| Holandia \| VolkerWessels Cycling Team \| + 0" \| |                           |          |                            |            |
| |                           |          |                            |            |
| |                           |          |                            |            |
| Klasyfikacja etapu |                           |          |                            |            |
| Kolarz | Kolarz                    | Państwo  | Drużyna                    | Czas       |
| 1. | Coen Vermeltfoort         | Holandia | VolkerWessels Cycling Team | 4h 42' 39" |
| 2. | Patryk Stosz              | Polska   | Voster ATS Team            | + 0"       |
| 3. | Daan van Sintmaartensdijk | Holandia | VolkerWessels Cycling Team | + 0"       |

| \| Klasyfikacja generalna \| Klasyfikacja generalna \| Klasyfikacja generalna \| Klasyfikacja generalna \| Klasyfikacja generalna \| \| Kolarz \| Kolarz \| Państwo \| Drużyna \| Czas \| \| ---------------------- \| ---------------------- \| ---------------------- \| ------------------------------- \| ---------------------- \| \| 1. \| Siim Kiskonen \| Estonia \| Tartu2024 Cycling Team \| 11h 57' 52" \| \| 2. \| Sam Gademan \| Holandia \| Allinq Continental Cycling Team \| + 20" \| \| 3. \| Max Kroonen \| Holandia \| VolkerWessels Cycling Team \| + 20" \| |               |          |                                 |             |
| |               |          |                                 |             |
| |               |          |                                 |             |
| Klasyfikacja generalna |               |          |                                 |             |
| Kolarz | Kolarz        | Państwo  | Drużyna                         | Czas        |
| 1. | Siim Kiskonen | Estonia  | Tartu2024 Cycling Team          | 11h 57' 52" |
| 2. | Sam Gademan   | Holandia | Allinq Continental Cycling Team | + 20"       |
| 3. | Max Kroonen   | Holandia | VolkerWessels Cycling Team      | + 20"       |

### Etap 5
| Ostrowiec Świętokrzyski - Stalowa Wola | płaski | (175,2 km) |

| \| Klasyfikacja etapu \| Klasyfikacja etapu \| Klasyfikacja etapu \| Klasyfikacja etapu \| Klasyfikacja etapu \| \| Kolarz \| Kolarz \| Państwo \| Drużyna \| Czas \| \| ------------------ \| ------------------- \| ------------------ \| ----------------------------------- \| ------------------ \| \| 1. \| Marceli Bogusławski \| Polska \| Alpecin-Deceuninck Development Team \| 3h 44' 53" \| \| 2. \| Norbert Banaszek \| Polska \| HRE Mazowsze Serce Polski \| + 0" \| \| 3. \| Bartłomiej Proć \| Polska \| Santic-Wibatech \| + 0" \| |                     |         |                                     |            |
| |                     |         |                                     |            |
| |                     |         |                                     |            |
| Klasyfikacja etapu |                     |         |                                     |            |
| Kolarz | Kolarz              | Państwo | Drużyna                             | Czas       |
| 1. | Marceli Bogusławski | Polska  | Alpecin-Deceuninck Development Team | 3h 44' 53" |
| 2. | Norbert Banaszek    | Polska  | HRE Mazowsze Serce Polski           | + 0"       |
| 3. | Bartłomiej Proć     | Polska  | Santic-Wibatech                     | + 0"       |

## Klasyfikacje

### Klasyfikacja generalna
| \| Klasyfikacja generalna \| Klasyfikacja generalna \| Klasyfikacja generalna \| Klasyfikacja generalna \| Klasyfikacja generalna \| \| Kolarz \| Kolarz \| Państwo \| Drużyna \| Czas \| \| ---------------------- \| ---------------------- \| ---------------------- \| ----------------------------------- \| ---------------------- \| \| 1. \| Siim Kiskonen \| Estonia \| Tartu2024 Cycling Team \| 15h 42' 45" \| \| 2. \| Max Kroonen \| Holandia \| VolkerWessels Cycling Team \| + 19" \| \| 3. \| Michał Pomorski \| Polska \| HRE Mazowsze Serce Polski \| + 21" \| \| 4. \| Jakub Murias \| Polska \| Voster ATS Team \| + 23" \| \| 5. \| Toon Vandebosch \| Belgia \| Alpecin-Deceuninck Development Team \| + 23" \| \| 6. \| Paweł Szóstka \| Polska \| Lubelskie Perła Polski \| + 27" \| \| 7. \| Norbert Banaszek \| Polska \| HRE Mazowsze Serce Polski \| + 35" \| \| 8. \| Filippo Fortin \| Włochy \| Maloja Pushbikers \| + 41" \| \| 9. \| Matúš Štoček \| Słowacja \| ATT Investments \| + 41" \| \| 10. \| Lars Oreel \| Holandia \| Metec-Solarwatt p/b Mantel \| + 43" \| |                  |          |                                     |             |
| |                  |          |                                     |             |
| Źródło: ProCyclingStats |                  |          |                                     |             |
| Klasyfikacja generalna |                  |          |                                     |             |
| Kolarz | Kolarz           | Państwo  | Drużyna                             | Czas        |
| 1. | Siim Kiskonen    | Estonia  | Tartu2024 Cycling Team              | 15h 42' 45" |
| 2. | Max Kroonen      | Holandia | VolkerWessels Cycling Team          | + 19"       |
| 3. | Michał Pomorski  | Polska   | HRE Mazowsze Serce Polski           | + 21"       |
| 4. | Jakub Murias     | Polska   | Voster ATS Team                     | + 23"       |
| 5. | Toon Vandebosch  | Belgia   | Alpecin-Deceuninck Development Team | + 23"       |
| 6. | Paweł Szóstka    | Polska   | Lubelskie Perła Polski              | + 27"       |
| 7. | Norbert Banaszek | Polska   | HRE Mazowsze Serce Polski           | + 35"       |
| 8. | Filippo Fortin   | Włochy   | Maloja Pushbikers                   | + 41"       |
| 9. | Matúš Štoček     | Słowacja | ATT Investments                     | + 41"       |
| 10. | Lars Oreel       | Holandia | Metec-Solarwatt p/b Mantel          | + 43"       |

| Klasyfikacja punktowa | Klasyfikacja punktowa     | Klasyfikacja punktowa | Klasyfikacja punktowa      | Klasyfikacja punktowa |
| Kolarz                | Kolarz                    | Państwo               | Drużyna                    | Punkty                |
| --------------------- | ------------------------- | --------------------- | -------------------------- | --------------------- |
| 1.                    | Tomáš Jakoubek            | Czechy                | ATT Investments            | 22 pkt                |
| 2.                    | Daan van Sintmaartensdijk | Holandia              | VolkerWessels Cycling Team | 19 pkt                |
| 3.                    | Filippo Fortin            | Włochy                | Maloja Pushbikers          | 16 pkt                |
| 4.                    | Patryk Stosz              | Polska                | Voster ATS Team            | 16 pkt                |
| 5.                    | Michał Pomorski           | Polska                | HRE Mazowsze Serce Polski  | 15 pkt                |

| Klasyfikacja punktowa | Klasyfikacja punktowa     | Klasyfikacja punktowa | Klasyfikacja punktowa      | Klasyfikacja punktowa |
| Kolarz                | Kolarz                    | Państwo               | Drużyna                    | Punkty                |
| --------------------- | ------------------------- | --------------------- | -------------------------- | --------------------- |
| 1.                    | Tomáš Jakoubek            | Czechy                | ATT Investments            | 22 pkt                |
| 2.                    | Daan van Sintmaartensdijk | Holandia              | VolkerWessels Cycling Team | 19 pkt                |
| 3.                    | Filippo Fortin            | Włochy                | Maloja Pushbikers          | 16 pkt                |
| 4.                    | Patryk Stosz              | Polska                | Voster ATS Team            | 16 pkt                |
| 5.                    | Michał Pomorski           | Polska                | HRE Mazowsze Serce Polski  | 15 pkt                |

| Klasyfikacja najaktywniejszych | Klasyfikacja najaktywniejszych | Klasyfikacja najaktywniejszych | Klasyfikacja najaktywniejszych | Klasyfikacja najaktywniejszych |
| Kolarz                         | Kolarz                         | Państwo                        | Drużyna                        | Punkty                         |
| ------------------------------ | ------------------------------ | ------------------------------ | ------------------------------ | ------------------------------ |
| 1.                             | Tomáš Jakoubek                 | Czechy                         | ATT Investments                | 12 pkt                         |
| 2.                             | Michał Pomorski                | Polska                         | HRE Mazowsze Serce Polski      | 10 pkt                         |
| 3.                             | Max Kroonen                    | Holandia                       | VolkerWessels Cycling Team     | 8 pkt                          |

| Klasyfikacja najaktywniejszych | Klasyfikacja najaktywniejszych | Klasyfikacja najaktywniejszych | Klasyfikacja najaktywniejszych | Klasyfikacja najaktywniejszych |
| Kolarz                         | Kolarz                         | Państwo                        | Drużyna                        | Punkty                         |
| ------------------------------ | ------------------------------ | ------------------------------ | ------------------------------ | ------------------------------ |
| 1.                             | Tomáš Jakoubek                 | Czechy                         | ATT Investments                | 12 pkt                         |
| 2.                             | Michał Pomorski                | Polska                         | HRE Mazowsze Serce Polski      | 10 pkt                         |
| 3.                             | Max Kroonen                    | Holandia                       | VolkerWessels Cycling Team     | 8 pkt                          |

| Klasyfikacja młodzieżowa | Klasyfikacja młodzieżowa | Klasyfikacja młodzieżowa | Klasyfikacja młodzieżowa   | Klasyfikacja młodzieżowa |
| Kolarz                   | Kolarz                   | Państwo                  | Drużyna                    | Czas                     |
| ------------------------ | ------------------------ | ------------------------ | -------------------------- | ------------------------ |
| 1.                       | Michał Pomorski          |                          |                            | 15h 43' 08"              |
| 2.                       | Axel van der Tuuk        | Holandia                 | Metec-Solarwatt p/b Mantel | + 37"                    |
| 3.                       | Lauri Tamm               | Estonia                  | Tartu2024 Cycling Team     | + 37"                    |

| Klasyfikacja młodzieżowa | Klasyfikacja młodzieżowa | Klasyfikacja młodzieżowa | Klasyfikacja młodzieżowa   | Klasyfikacja młodzieżowa |
| Kolarz                   | Kolarz                   | Państwo                  | Drużyna                    | Czas                     |
| ------------------------ | ------------------------ | ------------------------ | -------------------------- | ------------------------ |
| 1.                       | Michał Pomorski          |                          |                            | 15h 43' 08"              |
| 2.                       | Axel van der Tuuk        | Holandia                 | Metec-Solarwatt p/b Mantel | + 37"                    |
| 3.                       | Lauri Tamm               | Estonia                  | Tartu2024 Cycling Team     | + 37"                    |

| Klasyfikacja drużynowa | Klasyfikacja drużynowa     | Klasyfikacja drużynowa | Klasyfikacja drużynowa |
| Drużyna                | Drużyna                    | Państwo                | Czas                   |
| ---------------------- | -------------------------- | ---------------------- | ---------------------- |
| 1.                     | HRE Mazowsze Serce Polski  | Polska                 | 47h 10' 11"            |
| 2.                     | Metec-Solarwatt p/b Mantel | Holandia               | + 15"                  |
| 3.                     | ATT Investments            | Czechy                 | + 1' 07"               |

| Klasyfikacja drużynowa | Klasyfikacja drużynowa     | Klasyfikacja drużynowa | Klasyfikacja drużynowa |
| Drużyna                | Drużyna                    | Państwo                | Czas                   |
| ---------------------- | -------------------------- | ---------------------- | ---------------------- |
| 1.                     | HRE Mazowsze Serce Polski  | Polska                 | 47h 10' 11"            |
| 2.                     | Metec-Solarwatt p/b Mantel | Holandia               | + 15"                  |
| 3.                     | ATT Investments            | Czechy                 | + 1' 07"               |

### Liderzy klasyfikacji
| Etap   |             | Pierwsze miejsce _        | Klasyfikacja generalna | Punktowa       | Młodzieżowa     | Najaktywniejszych | Drużynowa                 |
| ------ | ----------- | ------------------------- | ---------------------- | -------------- | --------------- | ----------------- | ------------------------- |
| 1      | płaski      | Siim Kiskonen             | Siim Kiskonen          | Siim Kiskonen  | Michał Pomorski | Michał Pomorski   | Tartu2024 Cycling Team    |
| 2      | płaski      | Daan van Sintmaartensdijk | Siim Kiskonen          | Siim Kiskonen  | Michał Pomorski | Max Kroonen       | Tartu2024 Cycling Team    |
| 3      | płaski      | Tomáš Jakoubek            | Siim Kiskonen          | Tomáš Jakoubek | Michał Pomorski | Tomáš Jakoubek    | ATT Investments           |
| 4      | pagórkowaty | Coen Vermeltfoort         | Siim Kiskonen          | Tomáš Jakoubek | Michał Pomorski | Tomáš Jakoubek    | ATT Investments           |
| 5      | płaski      | Marceli Bogusławski       | Siim Kiskonen          | Tomáš Jakoubek | Michał Pomorski | Tomáš Jakoubek    | HRE Mazowsze Serce Polski |
| Koniec | Koniec      |                           | Siim Kiskonen          | Tomáš Jakoubek | Michał Pomorski | brak danych       | HRE Mazowsze Serce Polski |